# Actinoptera mamulae
Actinoptera mamulae es una especie de insecto del género Actinoptera de la familia Tephritidae del orden Diptera.

## Historia
Georg von Frauenfeld la describió científicamente por primera vez en el año 1855.